# Дерптское воеводство
Дерптское воеводство (пол. Województwo dorpackie) — воеводство Речи Посполитой, созданное на территории, ранее входившей в состав Ливонского Ордена в Прибалтике.
Дерптское воеводство было организовано в 1598 году королём Речи Посполитой Сигизмундом III Вазой после преобразований одного из трёх президентств, созданных после окончания Ливонской войны по условиям Ям-Запольского перемирия с Русским государством в 1582 году. Центр воеводства — город Дерпт (ныне эстонский город Тарту). После 1621 года Дерптское воеводство фактически прекратило своё существование и вошло в состав Швеции, одержавшей победу в войнах с Речью Посполитой. Окончательно воеводство было ликвидировано после заключения Оливского мира в 1660 году.

## Административное деление
Воеводство делилось на пять староств:
- Староство дерптское
- Староство оберпаленское
- Староство лаиское
- Староство кирумпяйское
- Староство нейгаузенское

## Воеводы,каштеляныи старосты
Воеводы дерптские:
- 1598—1600 — Ян Абрамович (ум. 1602)
- 1598 — Герхард Денгоф (1550—1598)
- 1600—1602 — Мартин Курч (ум. 1602)
- 1609—1617 — Теодор Даждьбог Карнковский (1573—1617)
- 1617—1627 — Николай Кишка (1588—1644)
- 1627—1634 — Каспер Денгоф (1588—1645)
- 1634—1640 — Готхард Ян Тизенгауз (ум. 1640)
- 1641—1651 — Анджей Лещинский (1605—1651)
- 1651—1651 — Энох Календа
- 1651—1654 — Теодор Денгоф (ум. 1654)
- 1654—1654 — Зигмунд Опацкий (ум. 1654)
- ?—1657 — Александр Людвик Вольф
- 1657—1658 — Зигмунд Выбрановский
- 1658—1660 — Преслав Лещинский (1605—1670)
- 1670—1676 — Самуил Лещинский (1637—1676)

Каштеляны дерптские:
- 1599—1609 — Мацей Ленек (1545—1609)
- 1612—1620 — Бертран Хольцшухер (ум. 1625)
- 1620—1621 — Ян Корсак
- 1627—1631 — Александр Масальский (ум. 1643)
- 1631—1638 — Томаш Гроховский
- 1638—1643 — Пётр Рудомино-Дусятский (ум. 1649)
- 1644—1646 — Генрик Денгоф (1585—1659)
- 1646—1650 — Николай Оссолинский
- 1650—1652 — Томаш Коссаковский
- 1652—1653 — Максимилиан Александр Немира
- 1653—? — Вильгельм Хольцшухер

Старосты дерптские:
- 1582—1582 — Зигмунд Розен (1531—1582)
- 1582—1582 — Войцех Ренчацкий

старостинский эконом (эконом дерптский) Станислав Локницкий
- Ян Замойский (1542—1605)

старостинский эконом Георг Шенкинг (ум. 1605)
- Вальтер фон Плеттенберг
- Ян Кароль Ходкевич (1560—1621)
- 1621 — Эрнест Денгоф (1581—1642)